# Sam (koala)
Sam (gestorven op 6 augustus 2009) was een vrouwelijke koala uit de bossen van Mirboo North in Australië. Ze werd bekend toen er op het internet en in de media een video van haar verscheen, waarin te zien is hoe ze door een brandweerman werd gered uit de bosbranden die in februari 2009 de Australische staat Victoria in hun greep hielden.

## Eerste ontmoeting
Een met een gsm gemaakt filmpje van de gebeurtenis werd op YouTube door bijna 1,2 miljoen personen bekeken.  In die video is te zien hoe brandweerman David Tree de koala Sam probeert te benaderen. Sam probeert in eerste instantie weg te vluchten, maar gaat dan toch naar Tree om water te vragen. Tree speculeerde later dat Sam moet gedacht hebben: "Ik kan niet lopen, ik ben zwak en heb pijn, help me uit mijn ellende." Vervolgens is te zien hoe de koala drinkt uit een fles water die Tree vasthoudt, en hoe ze haar poot op zijn hand legt. Hierdoor werd Sam een symbool van hoop.
Aanvankelijk werd gedacht dat Sam door Tree gered was in de periode waarin de bosbranden in Victoria het hevigst woedden. Later bleek dat de foto een week voor de ergste branden genomen was. De video was opgenomen door Tree en zijn collega’s en was oorspronkelijk bedoeld voor zijn dochter.